# 国友一貫斎 (小惑星)
国友一貫斎（くにともいっかんさい、6100 Kunitomoikkansai）は、火星と木星の間を公転している太陽系の小惑星のひとつである。滋賀県犬上郡多賀町にあるダイニックアストロパーク天究館の杉江淳が1991年に発見した。
江戸時代後期に現在の滋賀県長浜市で活躍した、鉄砲鍛冶職人で天文学者の草分けともいわれる人物であり、発見地の郷土の偉人でもある国友一貫斎に因んで、1998年に命名された。